# جغرافيا كرة القدم النسائية
يقدم المقال التالي قائمةً بالاتحادات القارية والفرعية والرابطات لكرة القدم النسائية حول العالم.
الاتحاد الدولي لكرة القدم (فيفا) هو الهيئة الحاكمة لهذه الرياضة، ولكن هذه المقالة تشمل أيضًا الاتحادات غير التابعة للفيفا.

خريطة العالم للهيئات الحاكمة الستة القارية للاتحاد الدولي لكرة القدم.

للمسابقات الدولية، يُرجى مراجعة مقالة المسابقات الدولية في كرة القدم النسائية.

## حسب القارة
| القارة                                   | الهيئة الإدارية                                    | اختصار    | عدد | أعضاء الفيفا | البطولات الدولية الرئيسية      | البطولات الدولية الرئيسية | البطولات الدولية الرئيسية  | البطولات الدولية الرئيسية |
| القارة                                   | الهيئة الإدارية                                    | اختصار    | عدد | أعضاء الفيفا | بطولات الأندية                 | آخر بطل                   | بطولات المنتخبات           | آخر بطل                   |
| ---------------------------------------- | -------------------------------------------------- | --------- | --- | ------------ | ------------------------------ | ------------------------- | -------------------------- | ------------------------- |
| أفريقيا                                  | الاتحاد الأفريقي لكرة القدم                        | كاف       | 56  | 54           | دوري أبطال إفريقيا للسيدات     | ماميلودي صن داونز (1)     | كأس أمم أفريقيا للسيدات    | جنوب أفريقيا (1)          |
| آسيا                                     | الاتحاد الآسيوي لكرة القدم                         | إيه إف سي | 47  | 46           | بطولة الأندية الآسيوية للسيدات | أوراوا رد دايموندز (1)    | كأس آسيا للسيدات           | الصين (9)                 |
| أوروبا                                   | الاتحاد الأوروبي لكرة القدم                        | يويفا     | 55  | جميعها       | دوري أبطال أوروبا للسيدات      | برشلونة (3)               | بطولة أمم أوروبا للسيدات   | إنجلترا (1)               |
| أمريكا الشمالية، أمريكا الوسطى والكاريبي | اتحاد أمريكا الشمالية والوسطى والكاريبي لكرة القدم | كونكاكاف  | 41  | 35           | كأس أبطال كونكاكاف للسيدات     | لم يحدد 2025              | بطولة كونكاكاف للسيدات     | الولايات المتحدة (9)      |
| أوقيانوسيا                               | اتحاد أوقيانوسيا لكرة القدم                        | أو إف سي  | 13  | 11           | دوري أبطال أوقيانوسيا للسيدات  | أوكلاند يونايتد (1)       | كأس أمم أوقيانوسيا للسيدات | بابوا غينيا الجديدة (1)   |
| أمريكا الجنوبية                          | اتحاد أمريكا الجنوبية لكرة القدم                   | كونميبول  | 10  | جميعها       | كوبا ليبرتادوريس للسيدات       | كورينثيانز (3)            | كوبا أمريكا للسيدات        | البرازيل (8)              |

## حسب الدولة

### أفريقيا
| الدولة       | الاتحاد الفرعي     | المنتخب الوطني | قائمة الأندية                 | الاتحاد الوطني                      | أهم مسابقات الدوري                               | أهم مسابقات الدوري               | أهم مسابقات الكأس              | أهم مسابقات الكأس            |
| الدولة       | الاتحاد الفرعي     | المنتخب الوطني | قائمة الأندية                 | الاتحاد الوطني                      | الاسم                                            | الفائز الأخير                    | الاسم                          | الفائز الأخير                |
| ------------ | ------------------ | -------------- | ----------------------------- | ----------------------------------- | ------------------------------------------------ | -------------------------------- | ------------------------------ | ---------------------------- |
| الجزائر      | اتحاد شمال أفريقيا | المنتخب الوطني | الأندية                       | الاتحاد الجزائري لكرة القدم         | البطولة الجزائرية النسوية لكرة القدم             | آفاق غليزان (10 ألقاب)           | كأس الجزائر النسائية           | آفاق غليزان (7 ألقاب)        |
| الجزائر      | اتحاد شمال أفريقيا | المنتخب الوطني | الأندية                       | الاتحاد الجزائري لكرة القدم         | البطولة الجزائرية النسوية لكرة القدم             | آفاق غليزان (10 ألقاب)           | كأس الرابطة الجزائرية النسائية | نادي قسنطينة متوقفة منذ 2019 |
| الجزائر      | اتحاد شمال أفريقيا | المنتخب الوطني | الأندية                       | الاتحاد الجزائري لكرة القدم         | البطولة الجزائرية النسوية لكرة القدم             | آفاق غليزان (10 ألقاب)           | كأس السوبر الجزائرية النسائية  | نادي قسنطينة متوقفة منذ 2016 |
| أنغولا       | كوسافا             | المنتخب الوطني |                               | الاتحاد الأنغولي لكرة القدم         | الدوري الأنغولي لكرة القدم النسائية              | كاب-ستار (12 لقب)                | كأس أنغولا للسيدات             | 1º دي أغوستو (لقب واحد)      |
| أنغولا       | كوسافا             | المنتخب الوطني | كأس السوبر الأنغولي للسيدات   | الاتحاد الأنغولي لكرة القدم         | الدوري الأنغولي لكرة القدم النسائية              | كاب-ستار (12 لقب)                | 1º دي أغوستو (لقب واحد)        |                              |
| بنين         | وافو-أوفوا         | المنتخب الوطني |                               | الاتحاد البنيني لكرة القدم          | الدوري البنيني للسيدات                           | إسبوار إف سي (لقب واحد)          |                                |                              |
| بوركينا فاسو | وافو-أوفوا         | المنتخب الوطني |                               | الاتحاد البوركيني لكرة القدم        | الدوري البوركيني للسيدات                         | كولومب دي يو إس إف أيه (7 ألقاب) | كأس بوركينا فاسو النسائية      | إتينسيل إف سي (لقبين)        |
| بوركينا فاسو | وافو-أوفوا         | المنتخب الوطني | كأس السوبر البوركينية للسيدات | الاتحاد البوركيني لكرة القدم        | الدوري البوركيني للسيدات                         | كولومب دي يو إس إف أيه (7 ألقاب) |                                |                              |
| مصر          | اتحاد شمال أفريقيا | المنتخب الوطني |                               | الاتحاد المصري لكرة القدم           | الدوري المصري الممتاز للسيدات                    | وادي دجلة (12 لقب)               | كأس مصر للسيدات                | وادي دجلة متوقفة منذ 2017    |
| المغرب       | اتحاد شمال أفريقيا | المنتخب الوطني |                               | الجامعة الملكية المغربية لكرة القدم | الدوري المغربي النسائي                           | الجيش الملكي (10 ألقاب)          | كأس العرش النسائية             | الجيش الملكي (9 ألقاب)       |
| نيجيريا      | وافو-أوفوا         | المنتخب الوطني | الأندية                       | الاتحاد النيجيري لكرة القدم         | الدوري النيجيري الممتاز للسيدات                  | بايلسا كوينز (5 ألقاب)           | كأس الاتحاد النيجيري           | بايلسا يونايتد (لقب واحد)    |
| رواندا       | سيكافا             | المنتخب الوطني |                               | اتحاد رواندا لكرة القدم             | دوري رواندا لكرة القدم للسيدات                   | إي إس كيغالي (11 لقبًا)           |                                |                              |
| السنغال      | وافوو-أوفوا        | المنتخب الوطني |                               | الاتحاد السنغالي لكرة القدم         | بطولة السنغال لكرة القدم للسيدات                 | داكار ساكري كور (لقب واحد)       | كأس السنغال لكرة القدم للسيدات | أمازون غراند يوف (لقب واحد)  |
| سيشل         | كوسافا             | المنتخب الوطني |                               | اتحاد سيشل لكرة القدم               | دوري سيشل لكرة القدم للسيدات                     | مونت فلوري روفرز (لقب واحد)      |                                |                              |
| جنوب أفريقيا | كوسافا             | المنتخب الوطني |                               | اتحاد جنوب أفريقيا لكرة القدم       | دوري سيدات سافا                                  | ماميلودي صنداونز سيدات (4 ألقاب) |                                |                              |
| جنوب السودان | سيكافا             | المنتخب الوطني |                               | اتحاد جنوب السودان لكرة القدم       | الدوري الوطني لكرة القدم للسيدات في جنوب السودان | يي جوين ستارز (لقب واحد)         |                                |                              |
| السودان      | سيكافا             | المنتخب الوطني |                               | الاتحاد السوداني لكرة القدم         | دوري السيدات السوداني                            | يي جوينت ستارز (لقبان)           |                                |                              |
| تنزانيا      | سيكافا             | المنتخب الوطني |                               | اتحاد تنزانيا لكرة القدم            | الدوري التنزاني الممتاز لكرة القدم للسيدات       | سيمبا كوينز (3 ألقاب)            |                                |                              |
| تونس         | يوناف              | المنتخب الوطني |                               | الاتحاد التونسي لكرة القدم          | بطولة تونس لكرة القدم للسيدات                    | إيه إس بانك دي لابات (4 ألقاب)   | كأس تونس لكرة القدم للسيدات    | إيه إس إف قفصة (لقب واحد)    |
| أوغندا       | سيكافا             | المنتخب الوطني |                               | اتحاد أوغندا لكرة القدم             | دوري أوغندا الممتاز للسيدات                      | شي كوربوريت (لقب واحد)           |                                |                              |
| زامبيا       | كوسافا             | المنتخب الوطني |                               | اتحاد زامبيا لكرة القدم             | دوري زامبيا الممتاز للسيدات                      | بلاك راينوس كوينز (4 ألقاب)      |                                |                              |

### آسيا
| الدولة   | الاتحاد الإقليمي | المنتخب الوطني | قائمة الأندية | الاتحاد الوطني               | البطولات الرئيسية للدوري           | البطولات الرئيسية للدوري        | البطولات الرئيسية للكأس     | البطولات الرئيسية للكأس                      |
| الدولة   | الاتحاد الإقليمي | المنتخب الوطني | قائمة الأندية | الاتحاد الوطني               | الاسم                              | آخر بطل                         | الاسم                       | آخر بطل                                      |
| -------- | ---------------- | -------------- | ------------- | ---------------------------- | ---------------------------------- | ------------------------------- | --------------------------- | -------------------------------------------- |
| أستراليا | إيه إف إف        | المنتخب الوطني | الأندية       | كرة القدم أستراليا           | دوري أي-ليغ للسيدات                | سيدني إف سي (5 مرات)            |                             |                                              |
| بنغلاديش | إس إيه إف إف     | المنتخب الوطني | الأندية       | اتحاد بنغلاديش لكرة القدم    | دوري كرة القدم النسائي في بنغلاديش | باشوندارا كينجز للسيدات (مرتان) |                             |                                              |
| الصين    | إي إيه إف إف     | المنتخب الوطني |               | الاتحاد الصيني لكرة القدم    | الدوري الصيني الممتاز للسيدات      | ووهان جيانغان يوني (مرتان)      | بطولة الصين الوطنية للسيدات | جيانغسو ل.ف.سي. متوقفة منذ 2019              |
| اليابان  | إي إيه إف إف     | المنتخب الوطني | الأندية       | الاتحاد الياباني لكرة القدم  | دوري دبليو إي                      | إيناك كوبي ليونيسا (مرة واحدة)  | كأس الإمبراطورة             | نادي نيبون تي في طوكيو فيردي بيليزا (16 مرة) |
| السعودية | دبليو إيه إف إف  | المنتخب الوطني |               | الاتحاد السعودي لكرة القدم   | الدوري السعودي الممتاز للسيدات     | النصر (مرتان)                   | كأس الاتحاد السعودي للسيدات | الأهلي (مرة واحدة)                           |
| فيتنام   | إيه إف إف        | المنتخب الوطني |               | الاتحاد الفيتنامي لكرة القدم | بطولة فيتنام لكرة القدم للسيدات    | هو تشي منه (10 مرات)            | كأس فيتنام الوطني للسيدات   | ثان كوانغ سان فيتنام                         |

### أوروبا
| الدولة   | المنتخب الوطني | قائمة الأندية | الاتحاد الوطني              | المسابقة الرئيسية للدوري          | المسابقة الرئيسية للدوري | المسابقة الرئيسية للكأس | المسابقة الرئيسية للكأس |
| الدولة   | المنتخب الوطني | قائمة الأندية | الاتحاد الوطني              | الاسم                             | أحدث بطل                 | الاسم                   | أحدث بطل                |
| -------- | -------------- | ------------- | --------------------------- | --------------------------------- | ------------------------ | ----------------------- | ----------------------- |
| ألبانيا  | المنتخب الوطني | الأندية       | الاتحاد الألباني لكرة القدم | الدوري الممتاز للسيدات في ألبانيا | فلاسنيا (11th)           | كأس ألبانيا للسيدات     | أبولونيا (1st)          |
| أندورا   | المنتخب الوطني | لا يوجد       | الاتحاد الأندوري لكرة القدم | لا يوجد                           | —                        | لا يوجد                 | —                       |
| أرمينيا  | المنتخب الوطني | الأندية       | اتحاد كرة القدم في أرمينيا  | الدوري الأول للسيدات              | ويست أرمينيا (1st)       | لا يوجد                 | —                       |
| النمسا   | المنتخب الوطني | الأندية       | الاتحاد النمساوي لكرة القدم | الدوري النمساوي للسيدات           | سانت بولتن (9th)         | كأس النمسا للسيدات      | سانت بولتن (10th)       |
| أذربيجان | المنتخب الوطني | الأندية       | اتحاد أذربيجان لكرة القدم   | دوري السيدات الممتاز              | نفتشي (1st)              | لا يوجد                 | —                       |